# Leucophenga atriventris
Leucophenga atriventris är en tvåvingeart som beskrevs av Lin och Wheeler 1972. Leucophenga atriventris ingår i släktet Leucophenga och familjen daggflugor. Inga underarter finns listade i Catalogue of Life.